# هنري لوفيل
هنري لوفيل هو سياسي كندي، ولد في 13 يونيو 1828، وتوفي في 4 ديسمبر 1907 في كوتيكوك في كندا. نشط حزبياً في الحزب الليبرالي الكندي وحزب كيبيك الليبرالي. وقد انتخب عمدة وانتخب عضو الجمعية الوطنية في كيبك ‏ وانتخب عضو مجلس العموم الكندي.